# 이치야나기촌
이치야나기촌(一柳村)은 일본 아이치현 아이치군에 설치되었던 촌이다. 현재의 나고야시 나카가와구의 일부에 해당한다.